# Кытай
Кытай (кирг. Кытай, Кутай) — киргизское родоплеменное объединение, входящее в подразделение Отуз Уул Левое крыло (Сол канат).

## Происхождения
Родоплеменное объединение кытай связано с тюрко-монгольским племенем ара-китаев.
С.М. Абрамзон относил племя кытай к дальним потомком киданей. Можно сказать что это потомки киданей живших в Таласской долине и у реки Чаткал.
Так же в составе племени есть рода относящиеся к другим этносом. Такой род тордош по предположением относится к термину «тардуш», термин, встречающийся в орхоно-енисейских надписях и обозначающий одно из двух подразделений Тюркского каганата.

## Основание
Родоначальником племени считается Куутай, которого в книге Маджму ат-Таварих именуют как некий “Сунджек Хытай-бахадур”. Он же является сыном Каранай-Баатыра, и родным братом Саруу. Каранай возвращаясь с победой после сражения с китайскими племенами, живущими по соседству, узнал радостную и долгожданную весть: его жена родила сына. Согласно семейному преданию, в ту ночь только уродилась новая луна, по кыргызски «ай», но не простая, а «куттуу», то есть «благовестная». Так сложилось имя младенца «Кут — ай». Куутай со временем превратился в Кытай, отсюда и название рода — кытайлар.

## Строение
Кытай делится на следующие подразделения:
• Байтике
• Буудай
• Бөгөжү
• Барак
• Төнтөгөр
И большое количество ветвей которые так же делятся на роды (урук):
Терт кара, Шекер, Балаш, Дос, Кара кабак, Олжо, Самыр, Аксак кой, Чон таман, Атаке, Жалан баш, Отобай, Сары баш, Кожоке, Баймырза, Кара бешей, Бакты, Насип, Болку, Тоголок баш, Чобок, Бай дебет, Олжой, Чарык, Чотон, Сары кашка, Жети уруу, Кара кытай, Кертеней, Таялмыш, Ногой, Ак тондуу, Сары кытай, Чоодан, Кара мыкчы, Тордон.

## Этимология
Куутай-от кыргызского “Куутту” и “Ай”. Что означает “Благосветная Луна”.

## Генетика
Гаплогруппа у представителей данного племени зависит от родов. В основном преобладают две гаплогруппы: C3 и R1a1.

## Расселение
В настоящее время представители племени проживают в Таласской области и в некоторых районах Чуйской области, а также на севере Джалал-Абадской области.

## Известные представители
- Чингиз Айтматов — киргизский и русский писатель; дипломат[5].
- Торекул Айтматов — советский партийный и государственный деятель, 2-й секретарь ЦК Коммунистической партии Киргизии, народный комиссар торговли Киргизской АССР[6].
- Ильгиз Айтматов — советский и киргизский учёный, доктор технических наук, профессор, академик НАН Кыргызстана[7].
- Алмазбек Атамбаев — киргизский государственный и политический деятель. Президент Кыргызской Республики с 1 декабря 2011 по 24 ноября 2017 года, 12-й и 16-й премьер-министр Кыргызской Республики, председатель Социал-демократической партии Кыргызстана в 1994—2011 и в 2018—2019 годах[8].
- Бекзат Алмаз уулу – кыргызский борец вольного стиля
- Байтике-баатыр — один из военачальников Тагай Бия. Под руководством Байтике баатыра находились 5000 отборных воинов из племен Таласской долины. XVI веке, вместе с другими военачальниками во главе с Тагай бием, сошлись в решительной схватке в местности Чарын против Моголистанского хана Мансура.
- Женижок Кокоев — киргизский поэт, акын, мыслитель и гуманист конца XIX—начала XX веков.
- Каработо-бий — Правитель левого крыла кыргызов, а также вождь племени Кытай в 18 веке[9].
- Каранай-баатыр — согласно устной генеалогии являлся военачальником, который вел активные боевые действия против китайских племён в XV-XVI веках.
- Муса-бий — видный киргизский политический деятель XVIII века,бий и выходец племени Кытай.
- Абдыгул Чотбаев — советский и киргизский военный, генерал-полковник, первый главнокомандующий Национальной гвардии Кыргызстана (1992—2005).